# Kierstin Koppel
Kierstin Ali Koppel est une actrice et danseuse Américaine, née le 18 juillet 1989, à Miami (Floride). Elle est surtout connue pour avoir interprété le rôle de Sarah "la gothique" dans American Girls 4.

## Biographie
Née et élevée à Miami, Kierstin est la benjamine d'une famille de 3 filles. Son père est américo-italien et sa mère est américo-anglaise, et elle parle italien et espagnol. Ancienne danseuse (elle danse depuis l'âge de 3 ans), elle est passée par le mannequinat avant de trouver sa voie : être actrice. Elle a surtout fait des apparitions et a joué dans des films indépendants.
Kierstin travaille aussi de temps en temps pour l'émission Rock Star Stories, où elle aide à la direction, mais elle interview aussi de nombreuses stars, telles que The All American Rejects, Gym Class Heroes, ou encore Hellogoodbye. De même, elle s'occupe des interviews lors des premières de film.
Sa carrière décolle quand Kierstin rejoint le casting de American Girls 4 et joue Sarah, la fille gothique fan du Cheerleading, aux côtés d'Ashley Benson et de Cassie Scerbo. En 2010, elle a obtenu un rôle dans 2 films : Bleachers et Sammy's Adventures.

## Filmographie
- 2007 : Miss Campus (Sydney White), rôle de la fille gothique.
- 2007 : American Girls 4, rôle de Sarah.
- 2010 : Sammy's Adventures, rôle inconnu.
- 2010 : Bleachers, rôle de Jenna Reaves